# Nire aitaren etxea defendituko dut

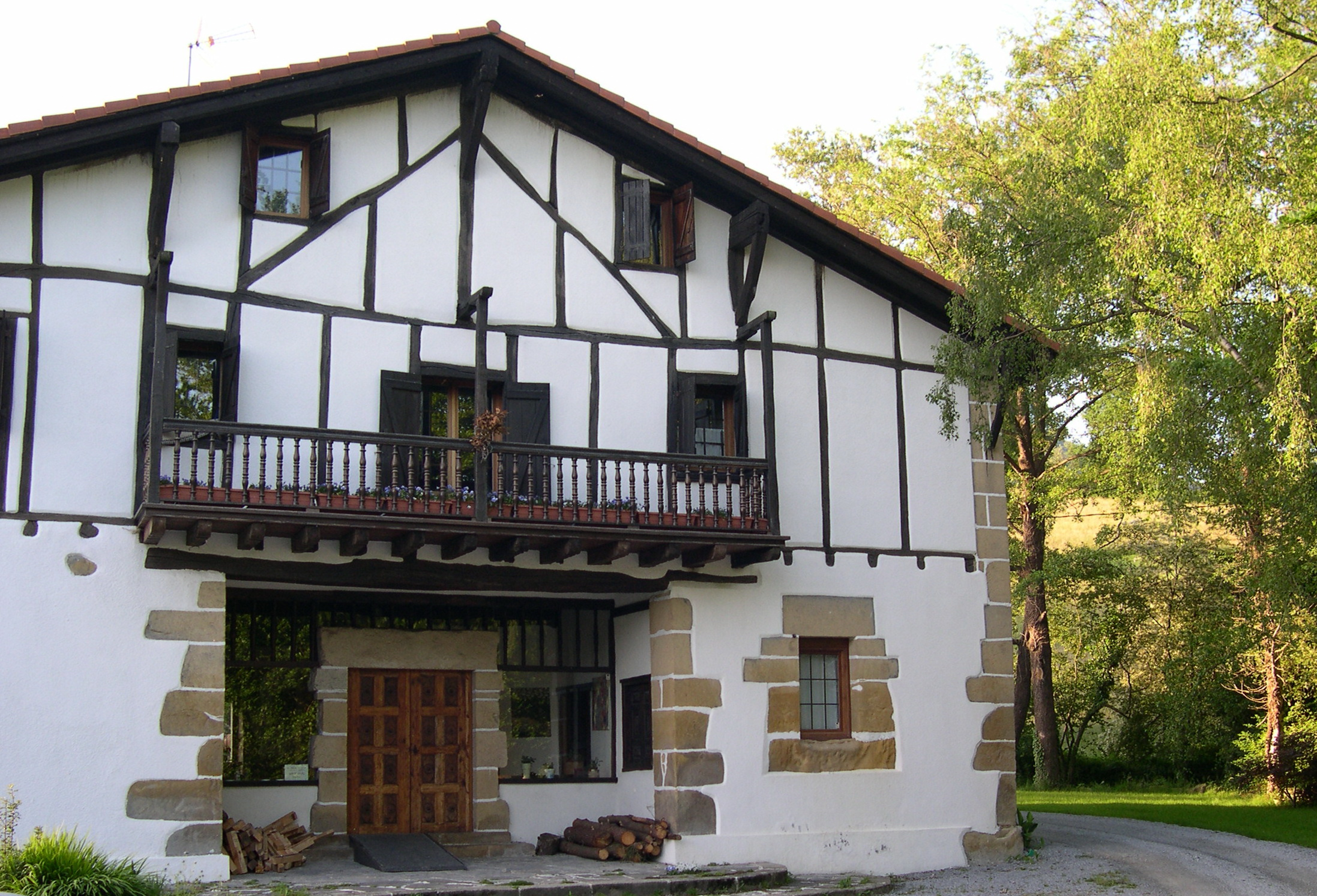
Maison basque au Guipuscoa.

Nire aitaren etxea defendituko dut ( « Je défendrai la maison de mon père » en français) est le poème le plus connu du poète basque Gabriel Aresti (1933-1975). Il a été publié pour la première fois dans le livre Harri eta Herri (Pierre et Peuple/Pays) en 1964. Gabriel Aresti, utilisant la métaphore de la maison de son père revendique de défendre le Pays basque.
Ce poème pourrait être l'un des poèmes ayant le plus de traductions dans le monde. Patxi Oroz Arizkuren a publié un ouvrage avec 740 traductions en 2017.